# Faisal bin Farhan al-Saoed
Prins Faisal bin Farhan al-Saoed (Arabisch: فيصل بن فرحان آل سعود) (Frankfurt am Main, 1 november 1974) is een Saoedi-Arabisch politicus en diplomaat. Sinds 23 oktober 2019 is hij minister van Buitenlandse Zaken, als opvolger van Ibrahim Abdulaziz al-Assaf. Eerder was hij onder meer ambassadeur in Duitsland en politiek adviseur bij de ambassade van Saoedi-Arabië in Washington.
Hij is een lid van de koninklijke familie als zoon van prins Farhan.